# Abbazia di San Vittore (Marsiglia)
L'abbazia di San Vittore di Marsiglia è stata fondata nel V secolo da Giovanni Cassiano, nei pressi delle tombe dei martiri, fra i quali si narra vi fosse appunto san Vittore di Marsiglia (morto nel 303 o 304), al quale fu dedicata.L'Abbazia di San Vittore fu interessata dall'eresia del semipelagianesimo. Il monastero subì le incursioni e le distruzioni da parte dei Vichinghi e dei Saraceni nell'838 e nel 923 venne distrutta completamente.
L'abbazia assunse un'importanza considerevole verso l'anno 1000 quando fu ricostruita sotto la regola di San Benedetto e divenne un centro d'influenza per tutta la Provenza. Uno dei suoi abati, Guillaume de Grimoard, fu eletto papa nel 1362 con il nome di Urbano V (sepolto poi in quest'Abbazia). A partire dal XV secolo per l'abbazia incominciò un irrimediabile declino.
Attualmente rimane solo la ex chiesa abbaziale mentre il monastero è andato distrutto durante la Rivoluzione Francese.

## Elenco degli abati

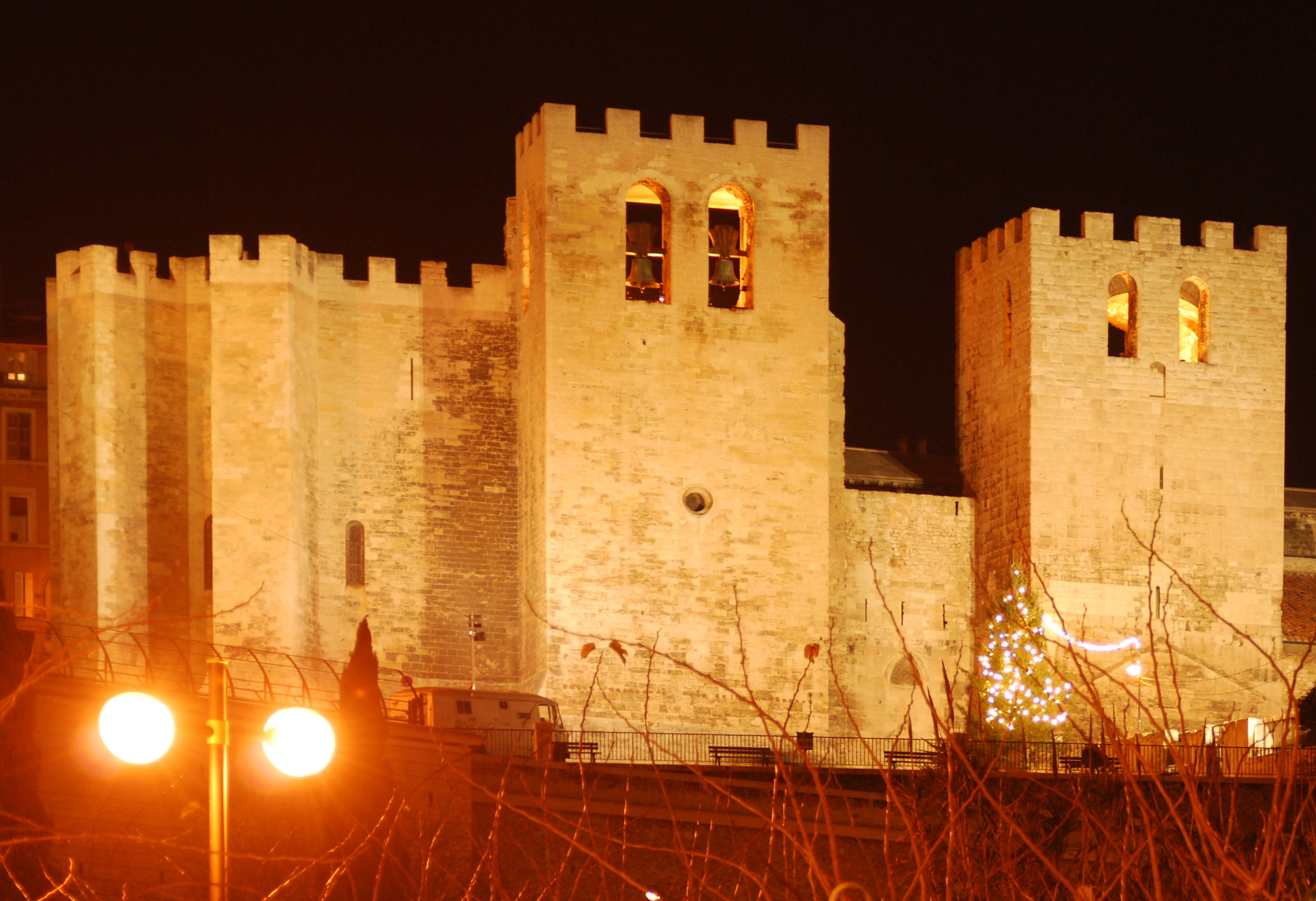
Veduta notturna

(dalla fondazione dell'abbazia fino al decesso dell'ultimo nel 1787)

### Tra il 415 e il  435
- San Giovanni Cassiano fondatore del monastero

### XI secolo
- 1005-1020 : Guifred o Wilfred
- 1020-1047 : sant'Isarno
- 1047-1060 : Pierre
- 1060-1065 : Durand
- 1065-1079 : Bernard de Millau; cardinale
- 1079-1106 : Richard de Millau, fratello del precedente; cardinale, vescovo di Narbonne

### XII secolo
- 1112-1118 : Ottone
- 1119-1122 : Radulphus
- 1127-1129 : Bernard Garin, arcivescovo di Arles
- 1129-1130 : Ganselinus (o Gancelinus)
- 1134-1145 : Pierre II Salomonis
- 1149-1163 : Guillaume Petri
- 1163-1165 : Fredol d'Anduze
- 1166-1178 : Pierre III de Nogaret
- 1179-1180 : Deodatus de Severac
- 1180-1181 : Bertrand de Monte Murato
- 1181-1192 : Astorgius (Astorg de Canillac)

### XIII secolo
- 1193-1215 : Roncelin
- 1215-1234 : Bonfils
- 1234-1243 : Pierre IV Guillelmi
- 1245-1249 : Guillaume de Portu
- 1249-1254 : Roncelin II
- 1254-1265 : Étienne
- 1266-1278 : Guillaume de Grese
- 1278-1288 : Jean de Comines (o de Commis), abate dell'abbazia di Saint-Germain-des-Prés, vescovo di Le Puy-en-Velay
- 1288-1293 : Raimond Lordet

### XIV secolo
- 1294-1324 : Guillaume de Sabran, vescovo di Digne
- 1324-1328 : Guillaume de Cardaillac vescovo di Saint-Papoul
- 1328-1334 : Ratier de Lénac, abate di Moissac
- 1335-1339 : Gilbert de Contobre, (ou de Cantabrion) vescovo Rodez
- 1339-1348 : Amalvin de Roquelaure
- 1348-1361 : Étienne de Clapiers
- 1361-1364 : Guillaume de Grimoard, divenuto papa Urbano V
- 1364-1380 : Étienne Aubert iuniore
- 1380-1383 : Pons de L'Orme, abate di Montmajour
- 1383-1384 : Savaric Christiani
- 1385-1405 : Jean Bonvin

### XV secolo
- 1405-1424 : Pierre Flamenc
- 1424-1442 : Guillaume du Lac
- 1442-1474 : Pierre du Lac
- 1475-1506 : Ogier d'Anglure, vescovo di Marsiglia

### XVI secolo
- 1506-1513 : Robert Guibé, vescovo di Rennes, vescovo di Nantes, cardinale
- 1514-1516 : Frédéric de Saint-Séverin
- 1517-1523 : Giulio de Medici, divenuto papa con il nome di Clemente VII
- 1524-1535 : Agostino Trivulzio, vescovo di Tolone
- 1535-1544 : Filippo Trivulzio
- 1548-1565 : Giulio della Rovere, cardinale
- 1565-1568 : Filippo Rodulfi
- 1568-1571 : Lorenzo Strozzi, cardinale, prima vescovo di Albi poi di Aix-en-Provence
- 1574-1584 : Giuliano di Pierfrancesco de' Medici, vescovo di Béziers, di Aix-en-Provence poi di Albi
- 1585-1622 : Roberto di Frangipani

### XVII secolo
- 1622-1632 : Antoine de Bourbon-Bueil, conte di Moret, figlio illegittimo del re Enrico IV e di Jacqueline de Bueil
- 1632-1638 : Louis de Nogaret de La Valette d'Épernon, cardinale, anziano arcivescovo di Tolosa
- 1639-1653 : Alphonse-Louis du Plessis de Richelieu, cardinale, arcivescovo di Aix-en-Provence, poi di Lione
- 1653-1661 : Giulio Mazzarino, cardinale
- 1662-1703 : Filippo di Borbone-Vendôme, Gran priore di Francia dell'Ordine di Malta

### XVIII secolo
- 1703-1727 : Jacques de Goyon de Matignon, vescovo di Condom
- 1739-1751 : François Honoré Antoine de Beauvilliers de Saint-Aignan, vecchio vescovo di Beauvais
- 1751-1788 : François-Camille de Lorraine
- 1788-1790 : François de Fontanges